# Korarchaeia

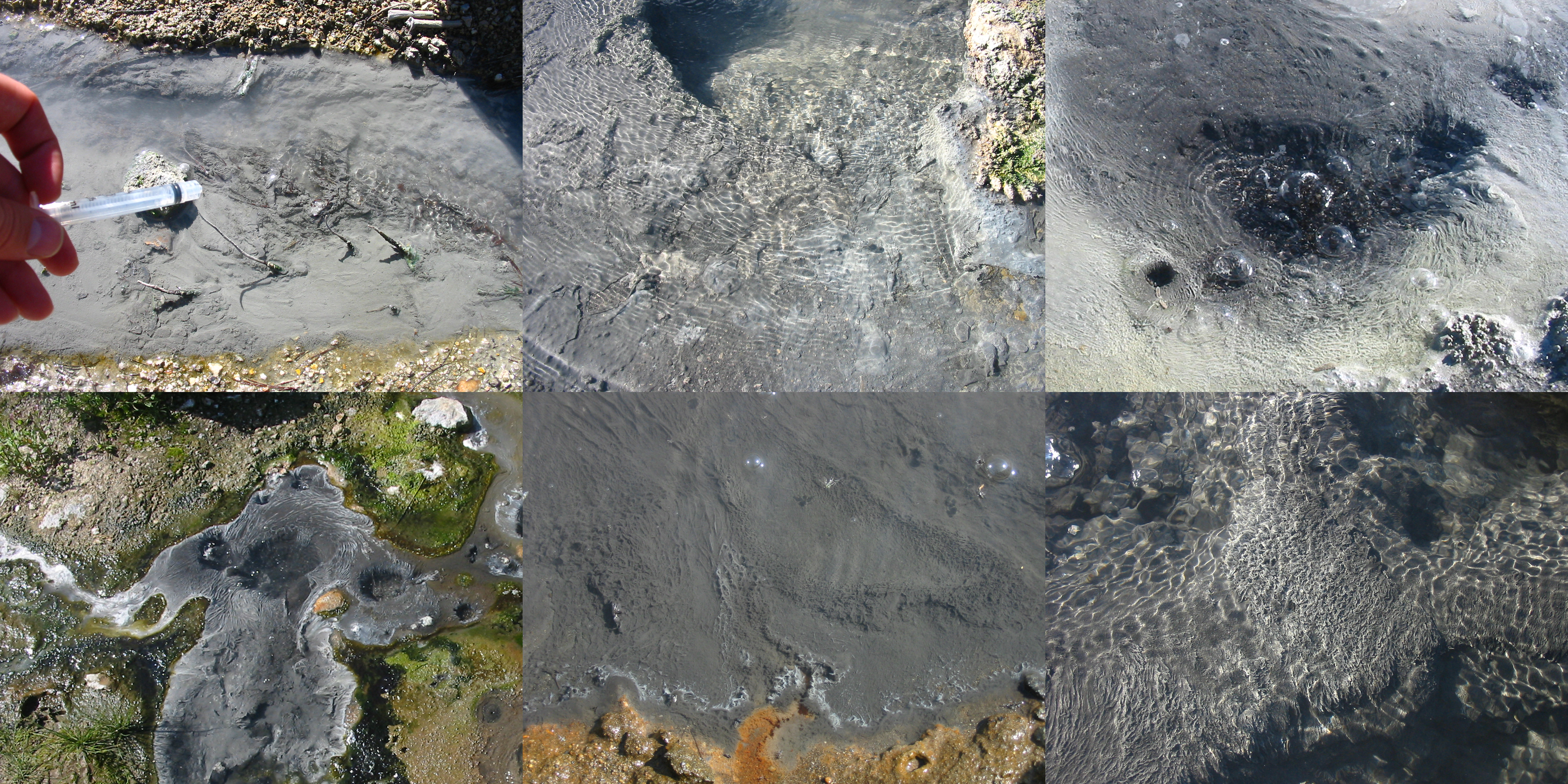
In jeder dieser sechs heißen Quellen (im Uhrzeigersinn von oben links: Uzon4, Uzon7, Uzon8, Uzon9, Mut11, Mut13) auf Kamtschatka wurden Korarchaeen gefunden.

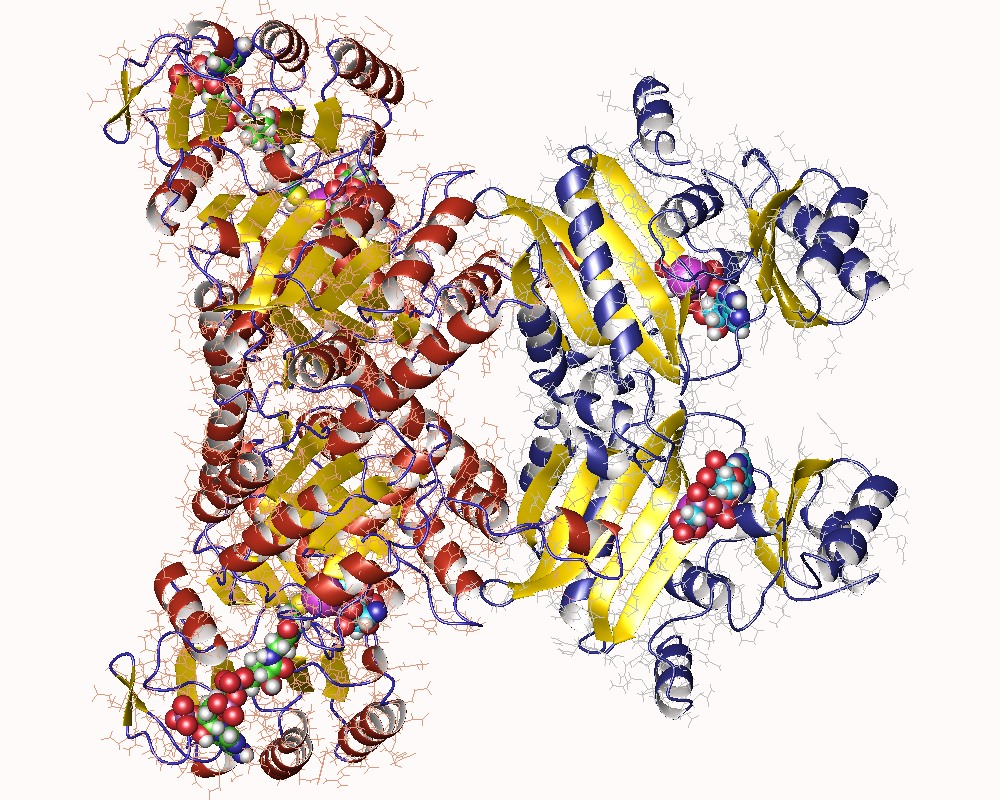
Strukturmodell der Acetyl-CoA-Synthetase von „Ca. Korarchaeum cryptofilum“

„Candidatus Korarchaeia“ ist eine vorgeschlagene Klasse von Archaeen im Phylum Thermoproteota des Reichs Thermoproteati.
Die Gruppe wurde erstmals 1996 als Kandidaten-Phylum Korarchaeota der Archaeen vorgeschlagen.
Die Korarchaeen wurden durch Sequenzierung der 16S-Untereinheiten ihrer rRNA (16S rRNA) von Thermoproteota (früher „Crenarchaeota“) und Methanobacteriati (früher Euryarchaeida) abgegrenzt.
Seitdem wurden verschiedene Namen und taxonomische Rangstufen vorgeschlagen (wie Xenarchaeota oder Xenarchaea), derzeit (11. Juli 2025) wird sie noch in der Genome Taxonomy Database (GTDB) als Phylum Korarchaeota geführt. Die Frage, ob diese Archaeengruppe als eigener Stamm betrachtet werden soll oder als Klasse zu den Thermoproteota gezählt werden müssen, ist deswegen schwierig zu klären, da es sich bei ihnen auch um eine ausgesprochen ungewöhnliche und zugleich schnelle Mutation im Genom der 16S-rRNA handeln könnte.
Die Korarchaeen kommen in heißen hydrothermalen Lebensräumen vor. Die Stoffwechselprozesse und vor allem der Metabolismus, mit dem Energie und Kohlenstoff gewonnen wird, bedürfen noch weiterer Klärung.

## Forschungsgeschichte
„Candidatus Korarchaeia“ wurde ursprünglich als Korarchaeota innerhalb der Domäne der Archaeen vorgeschlagen.
Man nimmt an, dass diese Klade zu den tief verzweigten Archaeenlinien gehört, also bereits früh im Stammbaum der Archaeen abzweigt.
Sie wurden daher als Phylum (und manchmal sogar als Reich) klassifiziert.
Heute werden sie weitgehend akzeptiert zusammen mit den Nitrososphaeria (früher „Thaumarchaeota“), Augarchaeota („Nitrososphaeria_A“, früher „Aigarchaeota“), Thermoprotei (früher „Crenarchaeota“) im Reich Thermoproteati (früher auch „Crenarchaeida“) geführt. Es gibt eine evolutionäre Verbindung zwischen den Reichen Promethearchaeati und Thermoproteati (gemeinsame Klade oder Supergruppe Proteoarchaea).
Bisher wurden nur wenige Korarchaeen-Genome sequenziert (Stand 1996).
Das erste Mitglied der Korarchaeen, dessen Genom in Gänze rekonstruiert wurde, war „Ca. Korarchaeum cryptofilum“, das im Obsidian Pool, einer heißen Quelle im Yellowstone-Nationalpark gefunden und 2008 beschrieben wurde.
Weitere Proben aus verschiedenen heißen Quellen auf Island und Kamtschatka wurden auf Korarchaeen-Sequenzen überprüft, dabei fanden sich in den isländischen Proben etwa 87 verschiedene 16S-rRNA-Nukleinsäuresequenzen, während die kamtschatkischen Proben etwa 33 enthielten.
Auf die tiefe Verwurzelung der Korarchaeen im Stammbaum der Archaeen mit einer möglichen Verwandtschaft zu den Thermoprotei (früher Crenarchaeota) deuten Proteinsequenzen und phylogenetischen Analysen konservierter Einzelgene hin.
Angesichts des bekannten genetischen Aufbaus von Archaeen könnte der „Ca. Korarchaeia“ zudem eine Reihe biologischer Merkmale der frühesten bekannten Archaeenform bewahrt haben.
Die Analyse des Genoms von  „Ca. Korarchaeum cryptofilum“ aus einer Anreicherungskultur (Mischkultur) ergab eine Reihe von Merkmalen, die sowohl Thermoprotei (Crenarchaeota) als auch Methanobacteriati (Euryarchaeida) ähneln, was die Hypothese einer tief verzweigten Abstammung weiter stützt.
Auch die Analyse der 16S-rRNA-Gensequenzen deutet darauf hin, dass es sich um eine tief verzweigte Abstammungslinie handelt,
weshalb angezweifelt wurde, ob die Korarchaeen überhaupt zu den Hauptgruppen der Archaeen, Thermoproteota und Euryarchaeida (Euryarchaeota sensu lato), gehören.

### Revisionen ab 2014
Im Jahr 2001 beschrieben George M. Garrity und John G. Holt das Phylum „Crenarchaeota“ (heute Thermoproteota) als eine einzige Klasse (Thermoprotei) umfassend.
Angesichts der wachsenden Zahl prokaryotischer Taxa und einer uneinheitlichen Nomenklatur und Klassifizierung erwuchs die Notwendigkeit, die Gesamtklassifizierung der Archaeen zu überarbeiten.
Im Jahr 2014 ordneten französische Taxonomen unter der Leitung von David Moreira das Superphylum „TACK“ (heute Reich Thermoproteati), in ein einziges Reich namens Proteoarchaeota ein, was jedoch nicht konform war mit den Regeln des International Committee on Systematics of Prokaryotes (ICSP) nicht gültig war.
Im Jahr 2021 veröffentlichte ein australisches Wissenschaftlerteam unter der Leitung von Christian Rinke und Philip Hugenholtz eine neue Klassifizierung der Archaeen. Ihre genetischen Analysen wiesen darauf hin, dass die Thermoproteati-Archaeen zu einem einheitlichen Phylum Thermoproteota gehören, zu dem die Klassen „Ca. Korarchaeia“, Thermoprotei, Methanomethylicia (früheres Phylum „Ca. Verstraetearchaeota“), Bathyarchaeia und Nitrososphaeria (früheres Phylum „Ca. Thaumachaeota“) gehören.
Die List of Prokaryotic names with Standing in Nomenclature (LPSN) als Autorität für die Pflege und Katalogisierung prokaryotischer Taxa, hat diese Klassifizierung von „Ca. Korarchaeia“ als  „bevorzugten Namen“ (englisch preferred name) für eine Klasse bestätigt.
Im Jahr 2022 überarbeitete das ICSP seinen International Code of Nomenclature of Prokaryotes (ICNP, Prokaryotischer Code).
In Anbetracht dessen überarbeiteten Markus Göker und Aharon Oren (Leiter des ICSP) 2024 die Klassifizierung der (prokaryotischen) Domänen und ihrer neu geschaffenes Reiche, wobei die traditionell als „TACK“ bezeichnete Gruppe in das Reich Thermoproteati umbenannt wurde, wobei die früheren Bezeichnungen (Phylum „Korarchaeota“ oder Reich „Proteoarchaeota“) ungültig wurden.

### Phylogenetische Stellung  der Njordarchaeen
Dei Gruppe der sog. Njordarchaeen hat sich als besonders schwieriger Fall für die Aechaeen-Taxonomie herausgestellt.
Nach Eme et al. (2023) interpretierten die phylogenetischen Daten der der Kor- und Njordarchaeen dahingehend, dass die hohe kompositorische Ähnlichkeit in den Sequenzen der ribosomalen Markerproteine  mit der thermophilen Lebensweise der beiden Linien zusammenhängt und nicht durch Verwandtschaft bedingt ist. Sie klassifizierten die Njordarchaeen daher in die Nahe der Heimdallarchaeen innerhalb des Reichs Promethearchaeati (Asgard-Archaeen). Dem widersprachen Zuahng et al. (2025) und verorteten die Njordarchaeen unter oder bei den Korarchaeen im Reich Thermoproteati (TACK-Superphylum).
Ihre genaue Position, insbesondere im Hinblick auf die Panguiarchaeen, bedarf noch weiterer Klärung (Siehe Weblinks, Preprint von Huang et al., 2025).

## Systematik
Innerhalb der Korarchaeota wurden bislang nur wenige gültigen Taxa auf Familien-, Gattungs- oder Artebene beschrieben. Die bekannten Mitglieder laufen bislang noch im Kandidaten-Status mit informellen Bezeichnungen wie Gattung „Candidatus Korarchaeum“ (als Kandidatengattung) mit „Candidatus Korarchaeum cryptofilum“ (als Kandidatenspezies, mit OPF8).
Die folgende Bezeichnung ist heute veraltet und in der LPSN und der NCBI-Taxonomie ein Synonym für Thermoproteota, allerdings (noch) nicht in der GTDB:
Phylum „Candidatus Korarchaeota“"(G) Ludwig & Klenk 2001 bzw. S. M. Barns et al. 1996 [früher „Xenarchaeota“]
Die (auszugsweise) Systematik der Korarchaeen gemäß LPSN, mit Ergänzungen  nach der Genome Taxonomy Database (GTDB) und dem National Center for Biotechnology Information (NCBI) ist damit ungefähr wie folgt:
Klasse „Ca. Korarchaeia“ Rinke et al. 2021(L,G) [Xenarchaea]
- Ordnung „Ca. Korarchaeales“ Rinke et al. 2021(L,G)
  - Familie „Ca. Korarchaeaceae“ Rinke et al. 2021(L,G)
    - Gattung „Ca. Korarchaeum“ Elkins et al. 2008(L,G)
      - Spezies „Ca. Korarchaeum cryptofilum“ Elkins et al. 2008(L,G)[5]
        - Stamm CP000968(L) alias(L) OPF8(N,G) – Fundort: Obsidian Pool, Yellowstone-Nationalpark, USA(N)
        - Stamm WS(N,G) – Fundort: Washburn Hot Springs, Yellowstone-Nationalpark, USA(N)

      - Spezies Korarchaeum sp003344655(G) [Ca. Korarchaeota archaeon NZ13-K(N)]
        - Stamm NZ13-K(N,G) – Fundort: Tikiteri-Thermalquellen,[21] Nordinsel, Neuseeland

      - Spezies Korarchaeum sp020833055(G) [Ca. Korarchaeum sp. isolate Bin S22(N)]
        - Stamm Bin S22(N,G)

      - Spezies Korarchaeum sp033582115(G) [Ca. Korarchaeum sp. isolate SKYBB_h_bin43(N)]
        - Stamm SKYBB_h_bin43(N,G) – Fundort: Thermalquelle im Naturschutzgebiet Sungkai, Perak, Malaysia

      - Spezies Korarchaeum sp037917625(G) [Thermoproteota archaeon isolate LHC4(N)]
        - Stamm LHC4(N,G) − Fundort: Little Hot Creek (LHC) am Lake Crowley, Long Valley Caldera, Kalifornien (USA)

      - Spezies Korarchaeum sp038888615(G) [Ca. Korarchaeum sp. isolate SRBZ-1_201808_bins_4(N)]
        - Stamm SRBZ-1_201808_bins_4(N,G) – Fundort: August 2018 in der Quelle SRBZ-1, Tenchong, Yunnan (China)
        - Stamm …(G)

      - Spezies Korarchaeum sp938073845(G) [Uncultured archaeon isolate S1_Bin_METABAT__350_sub_1(N)]
        - Stamm S1_Bin_METABAT__350_sub_1(N,G)

    - Gattung „Ca. Methanodesulfokora“ corrig. McKay et al. 2019(N) [„Ca. Methanodesulfokores washburnensis“ McKay et al. 2019(N,G)] – Zuordnung zur Familie nach GTDB
      - Spezies „Ca. Methanodesulfokora washburnensis“ corrig. McKay et al. 2019(N) [„Ca. Methanodesulfokores washburnensis“ McKay et al. 2019(N,G), Ca. Korarchaeota archaeon MDKW(N), Ca. Methanodesulfokora washburnensis isolate NM4/N)]
        - Stamm MDKW(N,G) – Fundort: 2012/2013 in den Washburn Hot Springs, Yellowstone-Nationalpark, USA(N)[22]
        - Stamm NM4(G)  – Fundort: 2012/2019 in den Washburn Hot Springs, Yellowstone-Nationalpark, USA(N,G)
        - Stamm WYZ-LMO9(G) − Fundort: Shoshone Lake, Yellowstone-Nationalpark, USA(N)[23]
        - Stamm LCB3 – Fundort: Herbst 2020 im Lower Culex Basin, Yellowstone-Nationalpark, USA[24][22]

      - Spezies Methanodesulfokores sp023269865(G) [Ca. Methanodesulfokora sp. isolate KUA_Bin04(N)]
        - Stamm KUA_Bin04(N,G) − Fundort: Uson-Caldera, Kamtschatka

    - Gattung DRBY01(G)
      - Spezies DRBY01 sp027491415(G) [Thermoproteota archaeon isolate Aegir_M25_B147(N)]
        - Stamm Aegir_M25_B147(N,G) – Fundort: Hydrotthermalfeld Aegir,[25] Mittelozeanischer Rücken
        - Stamm 17ROV19_HD25-17ROV19_HD25_MAG_00106(G)

      - Spezies DRBY01 sp027492205(G) [Thermoproteota archaeon isolate INS_M12_B43(N)]
        - Stamm INS_M12_B43(N,G)

      - Spezies DRBY01 sp037917695(G) [Thermoproteota archaeon isolate Kor2(N)]
        - Stamm Kor2(N,G) − Fundort: Flaches submarines Hydrothermalfeld der Insel Taketomi im südlichen Ryukyu-Archipel (Japan)

    - Gattung JAOZFG01(G)
      - Spezies JAOZFG01 sp027491435(G) [Thermoproteota archaeon isolate h_M25_B107(N)]
        - Stamm Aegir_M25_B107(N,G) – Fundort: Hydrotthermalfeld Aegir,[25] Mittelozeanischer Rücken

    - Gattung JAOZGC01(G)
      - Spezies JAOZGC01 sp027491915(G) [Thermoproteota archaeon isolate INS_M21_B183(N)]
        - Stamm INS_M21_B183(N,G)
        - Stamm INS_M22_B116(G)

    - Gattung JAOZGP01(G)
      - Spezies JAOZGP01 sp027491735(G) [Thermoproteota archaeon isolate INS_M34_B71(N)]
        - Stamm INS_M34_B71(N,G)
        - Stamm INS_M14_B79(G)
        - Stamm INS_M21_B208(G)
        - Stamm INS_M22_B97(G)

    - Gattung WALU01(G)
      - Spezies WALU01 sp015521385(G) [Thermoproteota archaeon isolate S143_77_esom(N)]
        - Stamm S143_77_esom(N,G)
        - Stamm S143_metabat1_scaf2bin.045(G)
        - Stamm A1_metabat1_scaf2bin.176(G)

      - Spezies WALU01 sp015522685(G) [Thermoproteota archaeon isolate S016_48_esom(N)]
        - Stamm S016_48_esom(N,G) – Fundort: Tiefsee-Sediment an einem Hydrothermalschlot am Brothers Seamount,[26] Pazifik
        - Stamm S016_metabat1_scaf2bin.017(N,G) – Fundort: Tiefsee-Sediment an einem Hydrothermalschlot am Brothers Seamount,[26] Pazifik

      - Spezies WALU01 sp021158805(G) [Thermoproteota archaeon isolate AUK061(N)]
        - Stamm AUK061(N,G) – Fundort: April 2015 im Auka-Hydrothermalfeld des Pescadero-Beckens, Golf von Kalifornien (Mexiko)
        - Stamm SRR6823441_bin.252_CONCOCT_v1.1_MAG(G)

      - Spezies WALU01 sp026986575(G) [Thermoproteota archaeon isolate 356-284_metabat1_scaf2bin.099(N)]
        - Stamm 356-284_metabat1_scaf2bin.099(N,G)

      - Spezies WALU01 sp027061785(G) [Thermoproteota archaeon isolate PIR-30_metabat1_scaf2bin.051(N)]
        - Stamm PIR-30_metabat1_scaf2bin.051(N,G)

      - Spezies WALU01 sp027078475(G) [Thermoproteota archaeon isolate T2_maxbin2_scaf2bin.524(N)]
        - Stamm T2_maxbin2_scaf2bin.524(N,G)

      - Spezies WALU01 sp027491395(G) [Thermoproteota archaeon isolate Aegir_M25_B233(N)]
        - Stamm Aegir_M25_B233(N,G) – Fundort:Hydrotthermalfeld Aegir,[25] Mittelozeanischer Rücken

      - Spezies WALU01 sp027491485(G) [Thermoproteota archaeon isolate INS_M9_B20(N)]
        - Stamm INS_M9_B20(N,G)

      - Spezies WALU01 sp027491785(G) [Thermoproteota archaeon isolate INS_M22_B125(N)]
        - Stamm INS_M22_B125(N,G)

      - Spezies WALU01 sp030130125(G) [Thermoproteota archaeon isolate 17ROV19_HD25-17ROV19_HD25_MAG_00082(N)]
        - Stamm 17ROV19_HD25-17ROV19_HD25_MAG_00082(N,G)

      - Spezies WALU01 sp032159055(G) [Thermoproteota archaeon isolate 12ROV10_HD34C-12ROV10_HD34C_MAG_00048(N)]
        - Stamm 12ROV10_HD34C-12ROV10_HD34C_MAG_00048(N,G)

      - Spezies WALU01 sp035319845(G) [Thermoproteota archaeon isolate Hulk_76(N)]
        - Stamm Hulk_76(N,G)

  - Familie f__JAOZGB01(G)
    - Gattung JAOZGB01(G)
      - Spezies JAOZGB01 sp027491935(G) [Thermoproteota archaeon isolate INS_M21_B166(N)]
        - Stamm INS_M21_B166(N,G)

      - Spezies JAOZGB01 sp037917685(G) [Thermoproteota archaeon isolate Kor1(N)]
        - Stamm Kor1(N,G) − Fundort: Flaches submarines Hydrothermalfeld der Insel Taketomi im südlichen Ryukyu-Archipel (Japan)

  - Familie f__QMVU01(G)
    - Gattung QMVU01(G)
      - Spezies QMVU01 sp003661265(G) [Thermoproteota archaeon isolate B8_G17(N)]
        - Stamm B8_G17(N,G)

      - Spezies QMVU01 sp003661365(G) [Thermoproteota archaeon isolate B15_G15(N)]
        - Stamm B15_G15(N,G)
        - Stamm Yap.int.bin1.1(G) – Fundort: Mai 2016 im Yapgraben, Pazifik

      - Spezies QMVU01 sp037917635(G) [Thermoproteota archaeon isolate Kor4(N)]
        - Stamm Kor4(N,G) − Fundort: Flaches submarines Hydrothermalfeld der Insel Taketomi im südlichen Ryukyu-Archipel (Japan)
- Ordnung o__B14-G2(G)
  - Familie f__B14-G2(G)
    - Gattung B14-G2(G)
      - Spezies B14-G2 sp003661385(G) [Thermoproteota archaeon isolate B14_G2(N)]
        - Stamm B14_G2(N,G)
        - Stamm B10_G17(G)

      - Spezies B14-G2 sp037917675(G) [Thermoproteota archaeon isolate Kor3(N)]
        - Stamm Kor3(N,G) − Fundort: Flaches submarines Hydrothermalfeld der Insel Taketomi im südlichen Ryukyu-Archipel (Japan)

Nach Zhang et al. (2025) bilden die Njordarchaeen eine Schwesterordnung „Njordarchaeales“ der „Korarchaeales“, in der GTDB aber eine Schwesterklasse zu den „Korarchaeia“ innerhalb der „Asgardarchaeota“ (inzwischen Promethearchaeota(L)), und in der NCBI-Taxonomie ein eigenes Phylum „Ca. Njordarchaeota“ Xie et al. 2022 der der Promethearchaeati
- Ordnung „Panguiarchaeales“ Qu et al. 2023(L)[30] [früher o__JANXX01 (GTDB)] – in der GTDB jetzt zur Klasse „Njodarchaeia“ (früher c__JANJXXOI)
  - Familie „Panguiarchaeaceae“ Qu et al. 2023(L,G)[30] – die Familie wird in der GTDB in die Ordnung Njordarchaeales klassifiziert, und mit ihr in das Phylum Asgardarchaeota (syn. Promethearchaeota).
    - Gattung „Panguiarchaeum“ Qu et al. 2023(L,G)[30]  [„Ca. Panguiarchaeum“ Qu et al. 2023(N)]
      - Spezies „Panguiarchaeum symbiosum“ Qu et al. 2023(L,G)[30] [„Ca. Panguiarchaeum symbiosum“ Qu et al. 2023(N),
inkl. Thermoproteota archaeon JZ-1.bin_103(N)]
        - Stamm JZ-1.bin83T(L) (meint JZ-1.bin83ᵀ) alias JZ-1.bin_83(N,G) – Fundort: Heiße Quelle JinZe-1, Tenchong, Yunnan (China), im Mai 2017, Sample-Name Panguarchaeota_JZ-1.bin_83 (sic!)(N)
        - Stamm JZ-1.bin_103(N,G) alias JZ-1 bin_103(L)[A. 1] – Fundort: Heiße Quelle JinZe-1, Tenchong, Yunnan (China), im Dezember 2019, Sample-Name Panguarchaeota_JZ-1.bin_103 (sic!)(N)
        - Stämme JZ-1_201709_bins_108; JZ-1_201912_bins_47; JZ-2_201601_bins_31; JZ-2.bin_52; JZ-1.bin_98; JZ-1_201705_bins_86; JZ-1_201803_bins_45; JZ-1.bin_107(G) – Fundort: Thermalquellgebiet JinZe, Tenchong, Yunnan (China)
        - Stämme BF2_201808_bins_43; BF2.bin_16; SZTDM-1b.bin_1; SRBZ-1.bin_73; SZTDM-1b_201709_bins_6; ZZQ.bin_139; SRBZ-1_201901_bins_47; SRBZ-1_201808_bins_67; SRBZ-1.bin_65; ZZQ_201803_bins_82(G)

      - Spezies Panguiarchaeum sp029856685(G) [Ca. Njordarchaeota archaeon isolate B13_G17(N)]
        - Stamm B13_G17(N,G)
        - Stamm B90_G9(G)

      - Spezies Panguiarchaeum sp030587585(G) [Ca. Njordarchaeota archaeon isolate GB_136(N)]
        - Stamm GB_136(N,G)

  - Familie „Ca. Njordarchaeaceae“  Xie et al. 2022(L,N,G)[28] – in der LPSN, GTDB und der NCBI-Taxonomie Mitglied von „Ca. Njordarchaeales“, diese in „Ca. Njordarchaeia“ aus Promethearchaeota(L) bzw. „Asgardarchaeota“ oder „Ca. Njordarchaota“(N), in beiden Fällen aus Promethearchaeati.
    - Gattung „Ca. Njordarchaeum“ Xie et al. 2022(L,N,G)[28]
      - Spezies „Ca. Njordarchaeum guaymasense“ corrig. Xie et al. 2022(N) [„Ca. Njordarchaeum guaymaensis“ Xie et al. 2022(L,N,G)[28]]
        - Stamm GB_154(L,N,G) – Fundort: Oktober 2010 im Guaymas-Becken, Golf von Kalifornien (Mexiko)
        - Stamm AUK152(G) – Fundort: April 2015 im Auka-Hydrothermalfeld des Pescadero-Beckens, Golf von Kalifornien (Mexiko)

      - Spezies „Ca. Njordarchaeum logiae“ Eme et al. 2023(N)[17]
        - Stamm B20_G9(N,G) – Fundort: Dezember 2009 im Guaymas-Becken, Golf von Kalifornien (Mexiko)

    - Gattung JAHKLF01(G)
      - Spezies JAHKLF01 sp029856615(G) [Ca. Njordarchaeota archaeon isolate B6_G17(N)]
        - Stamm B6_G17(N,G)

    - Gattung JAHKLG01(G)
      - Spezies JAHKLG01 sp029856625(G) [Ca. Njordarchaeota archaeon isolate B77_G9(N)]
        - Stamm B77_G9(N,G)

    - Gattung JAHKLH01(G)
      - Spezies JAHKLH01 sp029856635(G) [Ca. Njordarchaeota archaeon isolate B7_G17(N)]
        - Stamm B7_G17(N,G)

    - Gattung JAMOTR01(G)
      - Spezies JAMOTR01 sp027068385(G) [Ca. Heimdallarchaeota archaeon isolate 4571-419_metabat2_scaf2bin.036(N)] – verschoben in der GTDB im Vgl. zur NCBI-Taxonomie
        - Stamm 4571-419_metabat2_scaf2bin.036(N,G)

(G) – Genome Taxonomy Database (GTDB)
(L) – List of Prokaryotic names with Standing in Nomenclature (LPSN)
(N) – Taxonomie des National Center for Biotechnology Information (NCBI)
Anm.: Der erstgenannte „Stamm“ (bzw. DNA-Sequenz, MAG) ist die Referenz.

## Etymologie
Der Name der Korarchaeen leitet sich ab von altgriechisch κόρος koros oder altgriechisch κοῦρος kouros ab, was einen Dämon bzw. einen jungen Mann oder junge Frau bezeichnet. Die Bezeichnung bedeutet also „junge Archaeen“ in dem Sinn, dass ihre Linie unter den Archaeen basal abzweigt, d. h. frühe Divergenz zeigt.
Der Gattungsname Methanodesulfokora verweist auf Methan (neulateinisch methano- ‚zu Methan gehören‘), Schwefel (neulateinisch sulfo- ‚zu Schwefel gehörend‘) und altgriechisch κόρη korê, deutsch ‚junge Frau‘ und verweist damit auf ein Methan und Schwefel metabolisierendes Mitglied der Korarchaeen.
Der Gattungsname Panguiarchaeum ist neulateinischer Genitiv von Pangu (盤古), Schöpfungsfigur in der chinesischen Mythologie, den Himmel von der Erde trennend. Der Name bedeutet damit ein von Pangu geschaffenes Archäon.
Der Gattungsname Njordarchaeum verweist auf Njord (alias Njörðr), den Gott der Meere in der nordischen Mythologie, und nimmt damit Bezug auf die Namenspatenschaften der Asgard-Archaeen (Promethearchaeati), zu denen die Gattung nach ursprünglicher Auffassung gehört(e).